# Goa (Botswana)
Goa ist ein Dorf im North West District von Botswana im Nordwesten des Landes in der Nähe der Grenze zu Namibia und hat eine Bevölkerung von etwa 1.200 Menschen.

## Wirtschaft
Die Gesundheitsversorgung in Goa und den umliegenden Gebieten ist begrenzt, aber es gibt einige Kliniken und Gesundheitszentren, die grundlegende medizinische Versorgung bieten. Die Regierung von Botswana bemüht sich jedoch, die Gesundheitsinfrastruktur im Land zu verbessern, um eine bessere Versorgung der Bevölkerung zu gewährleisten.
Der Tourismus ist eine aufstrebende Industrie in der Region, und viele Besucher kommen, um die natürliche Schönheit und Tierwelt von Botswana zu erleben. Es gibt mehrere Nationalparks und Wildreservate in der Nähe von Goa, darunter das Moremi-Wildreservat, den Chobe-Nationalpark und das Okavangodelta.

## Kultur
Goa hat eine reiche Geschichte, die bis ins 19. Jahrhundert zurückreicht. Das Dorf war ein wichtiger Handelsposten zwischen den Stämmen der Region und den europäischen Kolonialmächten und spielte eine wichtige Rolle im Sklavenhandel. Heute sind die Menschen in Goa stolz auf ihr kulturelles Erbe und bemühen sich, ihre Traditionen und Bräuche zu bewahren und zu feiern.
Eine der bedeutendsten kulturellen Veranstaltungen in der Region ist das jährliche Dithubaruba-Festival, das im August stattfindet und zu Ehren der Ahnen und Vorfahren der Batswana abgehalten wird. Das Festival umfasst traditionelle Tänze, Musik, Geschichtenerzählen und Handwerkskunst und zieht Besucher aus der ganzen Region an.
Goa ist bekannt für seine einzigartige Architektur, die traditionelle lokale Materialien und Techniken mit modernem Design verbindet. Das Dorf liegt in einer semi-ariden Region, die von Savannen und Trockenwäldern geprägt ist. Die Gegend um Goa ist reich an Mineralien wie Diamanten, Kupfer und Nickel, die in der Bergbauindustrie von Botswana eine wichtige Rolle spielen.

## Infrastruktur
In Bezug auf die Bildung verfügt Goa über eine Grundschule, die von der Regierung betrieben wird, sowie eine weiterführende Schule, die von der Gemeinde betrieben wird. Die Schüler haben Zugang zu grundlegenden Unterrichtsfächern sowie zu zusätzlichen Aktivitäten wie Sport und Musik. Es gibt auch Bildungsinitiativen, die von lokalen und internationalen Organisationen unterstützt werden, um den Zugang zu Bildung und Bildungschancen in der Region zu verbessern.
Das Dorf Goa ist ein wichtiger Verkehrsknotenpunkt und eine wichtige Anlaufstelle für Reisende, die in der Region unterwegs sind. Die Menschen in Goa sprechen Setswana, die offizielle Sprache von Botswana, sowie einige andere lokale Sprachen. Die Mehrheit der Einwohner sind Batswana.